# جاده ئی۵۸۳ اروپا
جاده ئی۵۸۳ اروپا (به انگلیسی: European route E583) یکی از جاده‌های درجه ۲ قاره اروپا است.
این جاده از شهر رومان (رومانی) شروع شده و در شهر ژیتومیر (اوکراین) به پایان می‌رسد.